# Malhação: Intensa como a Vida
Malhação: Intensa como a Vida, también llamada de Malhação 2012, es la vigésima temporada de la serie de televisión brasileña Malhação, que fue producida por la Rede Globo y exhibida entre el 13 de agosto de 2012 al 5 de julio de 2013. Escrita por Rosane Svartman y Gloria Barreto, con la colaboración de Charles Peixoto, Claudio Lobato, Cristiane Dantas, Paulo Halm, Natália Sambrini, Diego Miranda e Priscila Steinman, y la supervisión del texto de Ana Maria Moretzsohn, con dirección de Marcus Figueiredo y Tande Bressane, dirección general de Luiz Henrique Ríos y núcleo de José Alvarenga Jr.                               
Destacados Alice Wegmann, Ágatha Moreira, Guilherme Prates, Guilherme Leicam, Daniel Blanco, Juliana Paiva, Rodrigo Simas, David Lucas, Leo Jaime, Danielle Winits, Marcelo Várzea, Patrícia Vilela y Blota Filho en los papeles principales. 

## Sinopse

### Primera Fase
La trama de la nueva temporada de Malhação se pasa en el Colegio Cuadrante, punto inicial de la trama. Ju (Agatha Moreira) es una joven desolada que es apasionada por el mundo de la moda, y que vive con el hermano mayor, el universitario Bruno (Rodrigo Simas), tras el cambio de los padres a Brasilia. Ju está enamorada de Dinho (Guilherme Prates) un joven mujeriego que sólo piensa en la curtición y que no se liga a la relación seria con ninguna chica. Ju, sin embargo, ve en él el gran amor de su vida, aun siendo constantemente desilusionada por Lia (Alice Wegmann), su mejor amiga que ya se ha involucrado con él e insiste en que el chico no es el hombre ideal para la amiga.
Lia es rebelde, pero sufre con la distancia de su madre, Raquel (Patrícia Vilela), que fue a ayudar a los pobres en el mundo, dejando a Lia y su hermana menor, Tatá (Pietra Pan), bajo los cuidados de Lorenzo (Marcelo Várzea) Paulina (Ida Celina), padre y abuela paterna de las niñas. Lia, a pesar de sufrir, no demuestra sus sentimientos, además de vivir a las turbas con la hermana, con quien divide lo cuarto                                                                                                                                                                                                                                                                         Dinho es el popular del Colegio Cuadrante. Mujeriego, no resiste a una aventura, y siempre está en bicicleta o con alguna gata.                                     
Dinho es el popular del Colegio Cuadrante. Mujeriego, no resiste a una aventura, y siempre está en bicicleta o con alguna gata. Dino, sin embargo, siempre se mete en confusiones a través de Orelha (David Lucas), un joven apasionado dueño de un blog donde pone todo lo que rueda en el Cuadrante. Él todavía es amigo del surfista y bien humorado Fera (Victor Sparapane) y de Pila (Peter Brandão), un joven que anhela ser un funky de éxito. Mientras tanto, la pila mora con la madrina Rosa (Tania Toko),  además de ser apasionado por la seducción de Fatinha (Juliana Paiva), la peripete del colegio, una joven bonita, animada, que arranca suspiros en los chicos y es disimulada que esconde de los padres su verdadera cara. 

### Segunda Fase
Después de un viaje a Paraty, Dinho conoce a Valentina (Elisa Brites), con quien traicionó a Lia. En ese período, Alice (Carla Marins) descubre que está embarazada, y Leandro (Leonardo Miggiorin), se casa con Isabela (Elisa Pinheiro). (Malu Valle), madre de Leandro, viene a vivir con ellos. Al regresar a Río, Dinho descubre que Valentina regresó tras él, y Lia descubre la traición, terminando todo con Dinho. Él, entonces, se muda a Miami junto a Mario (Eduardo Galvão), Alice, y Tico (Xande Valois). Rafa recibe una beca de baile en el extranjero, y viaja, dejando a Morgana desolada. Cuando Ore, descubre que Rafa logró una beca para una escuela de baile, no se resiste y vuelve a hacer vídeos humillando a su víctima predilecta. Esta vez, las consecuencias son mucho más grandes, Oreja corre el riesgo de ser expulsado del Cuadrante y los padres de Rafael resuelven interferir también.                                                                                                                                                                                         Bruno, para tratar de olvidar el romance tumultuoso com Fatinha, volta a namorar Ana. Fatinha, sin embargo, logra seducirlo de nuevo, escribe un beso de despedida y enviar un DVD para el niño. Bruno es equilibrada. Ana descubre la traición y la rompe. Finalmente Bruno reconoce su pasión y le pregunta Fatinha en las citas.                                                                                                                                                                                                                                                                                            
Marta (Sílvia Pfeifer), la madre de Ju, va a presentarla al mundo de la moda oficialmente, ayudando a su hija a comenzar una carrera de modelo. Pero Ju va a sentir dificultades para conciliar la profesión, los estudios y el novio, Gil. Olavo (Leonardo Franco), padre de Bruno y Ju es también abogado Vitor (William Leicam), un nuevo personaje procedente de Brasilia para mover la historia. Vitor, que ya tiene 18 años, es un excelente alumno, pero perdió un año de estudios en el Cuadrante de Brasilia, pasando 3 meses preso en una comisaría. El muchacho trabajaba para la oficina de contabilidad del padre, haciendo entregas, y para su sorpresa, fue atrapado en una blitz con un paquete lleno de drogas. Vitor no sabía lo que el paquete contenía, así que Olavo consiguió soltar al muchacho alegando exactamente eso. Olavo ayuda en la transferencia a Río a petición de la familia, que quiere alejarlo del estigma y de posibles malas influencias. Él cree incluso en la inocencia del muchacho, pero sabe que está escondiendo algún secreto, posiblemente para proteger a alguien. Sal (Pedro Cassiano) es el hermano mayor de Vitor, fue él quien enseñó todo de moto a su hermano menor, que lo idolatra.                                                                                                                                                     Para ayudar en la carrera de Pila, Oreja, que ya se considera su empresario personal, va a dar la idea de hacer el "Botando Pila", un programa que promueve al chico, dentro de la TV Oreja. El DJ Marlboro se pondrá en contacto con el Pila. La pila se va muy animado, creyendo que es el resultado de la audiencia del "Botando Pila", pero en realidad la invitación no es para un show, muy al contrario!                                                                  
Después de una gran pelea con Raquel, Lia le pide vivir unos tiempos con Lorenzo, en la casa de Marcela. La proximidad de Lia y Gil, a pesar de no estar rodando nada, comienza a dejar Ju insegura. Lia volvió a ser muy cerrada en relación con sus sentimientos, no quiere vivir un nuevo amor. Ella prefiere transformar cualquier afecto en amistad. Pero no siempre las cosas suceden como la gente planea y la llegada de Vitor va a moverse con ella, ella conoce a Vitor después de que se desvía de un chico y acaba atropellando a ella, pero se queda bien. Ju descubre los secretos de Vitor que le deja con miedo. En el caso de que se trate de una persona que no sea de su familia, no se sienta bien, a ella quedando todo bien. En el transcurso del tiempo, Sal planeará un secuestro contra Lia, por haberle entregado a Vitor, pero ese secuestro resultará en la muerte de Marcela, que al intentar salvar a Lia, es atropellada. Pero antes de morir, ella pide a Lorenzo y Raquel cuidar a Gil. En ese tiempo, Luana (Louise D'Tuani) vuelve embarazada de Sal.
Bruno es despedido del trabajo a causa de Fatinha y termina el noviazgo. "Fatinha se convierte en la" chica soberbia ", marca de lencería y tiene fotos en outdoor esparcidas por la ciudad. Después de muchas peleas y provocaciones, la pareja se reconcilia con derecho a una boda más allá de Bizarro. Ju comienza el tratamiento contra la bulimia con la ayuda de Lia y de su novio Gil. En el caso de que se trate de una persona que no sea de su familia, no se le ocurra a ella, sino que se niega a entregar, y todos se indignan con la actitud de la "Marrentinha" y la reprenden, al encontrar a Vitor ella cuenta a él que fue a visitar a su hermano, y ellos dos acaban peleando feo, y Vitor sufre un accidente de moto, llegando a quedarse en coma, días después, Lia decide hacer una visita a Vitor, y lo besa haciendo Vitor despertar. Vitor finalmente recibe alta del hospital, y recibe recomendaciones médicas para mantenerse en reposo; en medio de eso, Luana la visita desilusionada por Sal no cambiar su mala índole y volverá a Brasilia embarazada del hermano de Vitor.  

### Terceira Fase
Llega el día de la boda de Bruno y Fatinha. Vitor decide ir a la comisaría para conocer las noticias de Luana. Luana se asusta con el alemán. Peçanha alerta a Sal para la hora de su huida. Paulina reprende a Tatá por insistir en leer la Biblia que ganó de Sal. Bruno se entristece con la falta de apoyo de Marta a su matrimonio. Thales lleva Fatinha a la iglesia. Sonia llega con Cezar a la iglesia. Fatinha sube en el techo solar de la limusina. Sal cambia de ropa con Peçanha. El vestido de Fatinha se rasga y el sacerdote le impide entrar en la iglesia. El sacerdote cancela la boda y ofende a Fatinha. Ju costura el vestido de novia de Fatinha. La Peçanha es encontrada desacordada en la celda de Sal. El Padre desiste de la boda de Bruno y Fatinha. Fatinha finalmente entra en la iglesia. Isabela es llevada a la maternidad. Alemán y Sal se desentenden. Lia corre para mostrar el código de Sal a Olavo. Bruno y Fatinha cambian alianzas. Lia muestra a Olavo mensaje de Sal. Tizinha toma el ramo de Fatinha. El alemán amenaza a Sal.
Alemán manda Sal entregar el dinero. Leandro se desmaya durante el parto de Isabela. Bruno y Fatinha llegan a casa. Leandro e Isabela conmemoran el nacimiento de Marcelinha. Sal entrega a alemán la mochila con el dinero. Sal pide que Vitor cuide de Luana y de su hijo. Mathias entrega los diplomas de la galera del tercer año. Morgana descubre a los padres en el sofá. La pila cobra el beso prometido por Fatinha. Nando Rocha y Champignon cantan en la fiesta de graduación. Acontece un clima en el reencuentro de Lia y Dinho. Rafa también vuelve al Cuadrante para la graduación. La fortuna paga la promesa y besa la pila. Jota Quest toca la fiesta de graduación de la galera. La ola de despedida cuenta el final de las parejas del Cuadrante.  

## Elenco
| Actor               | Personaje                                      |
| ------------------- | ---------------------------------------------- |
| Alice Wegmann       | Lia Martins                                    |
| Guilherme Leicam    | Vitor Machado                                  |
| Ágatha Moreira      | Juliana Menezes (Ju)                           |
| Daniel Blanco       | Gilberto Porto (Gil)                           |
| Juliana Paiva       | Maria de Fátima dos Prazeres Menezes (Fatinha) |
| Rodrigo Simas       | Bruno Menezes                                  |
| David Lucas         | Álvaro Gabriel Antunes Junior (Orelha)         |
| Guilherme Prates    | Adriano Miranda (Dinho)                        |
| Pedro Cassiano      | Salvador Machado (Sal)                         |
| Louise D'Tuani      | Luana Machado                                  |
| Cacá Ottoni         | Morgana Rocha                                  |
| Marcelo Várzea      | Lorenzo Martins                                |
| Danielle Winits     | Marcela Porto                                  |
| Patrícia Vilela     | Raquel Martins                                 |
| Mariana Cortines    | Erika (Kika)                                   |
| Sílvia Pfeifer      | Marta Menezes                                  |
| Peter Brandão       | Leonel Baptista de Souza (Pilha)               |
| Leo Jaime           | Nando Rocha                                    |
| Vanessa Lóes        | Beatriz Almeida (Tizinha)                      |
| Jéssica Ellen       | Rita Lima Svensson                             |
| Victor Sparapane    | Frederico Massafera (Fera / Fred)              |
| Pietra Pan          | Constância Martins (Tatá)                      |
| Leonardo Franco     | Olavo Menezes                                  |
| Malu Valle          | Clotilde Maciel (Clô)                          |
| Blota Filho         | Mathias Albuquerque                            |
| Leonardo Miggiorin  | Leandro Maciel                                 |
| Elisa Pinheiro      | Isabela Chaves (Belinha)                       |
| Tânia Toko          | Rosa de Oliveira                               |
| Maksin Oliveira     | Robson                                         |
| Luiz Gustavo        | Rômulo Rios                                    |
| Ida Celina          | Paulina Martins                                |
| Danilo Sacramento   | Cezar Augusto                                  |
| Guilherme Dell Orto | Nélio                                          |
| Bruno Quixote       | Rasta                                          |
| Bruno Dubeux        | Michel                                         |
| Wendell Bendelack   | Severino                                       |
| Márcio Vito         | Axel                                           |
| Aline Dias          | Maná                                           |
| Zeca Carvalho       | Jorge                                          |
| Patrícia Costa      | Sônia                                          |

Participaciones especiales
| Actor                    | Personaje                       |
| ------------------------ | ------------------------------- |
| Elisa Brites             | Valentina                       |
| Talita Tilieri           | Ana                             |
| Rodolfo Valente          | Rafael Freire (Rafa)            |
| Carla Marins             | Alice Miranda                   |
| Eduardo Galvão           | Mário Costa                     |
| Maria Paula              | Bárbara Rios                    |
| Thalma de Freitas        | Luiza Lima Svensson             |
| Xande Valois             | Francisco Rios Costa (Tico)     |
| Ana Rios                 | Elisa                           |
| André Marques            | Alexandre Ferreira (Mocotó)     |
| Vitor Colman             | Juca                            |
| Gael Augusto             | Gringo                          |
| Kayky Brito              | Ricardão                        |
| Lara Jhulia Dellias      | Letícia                         |
| Thaís de Campos          | Antônia dos Prazeres (Vilminha) |
| Jullie                   | Naomi                           |
| Ana Lima                 | Verônica                        |
| Paulo Coronato           | Adolfo dos Prazeres             |
| Alexandre Slaviero       | Eriberto                        |
| Sérgio Marone            | Lupe / Lobo                     |
| Nuno Leal Maia           | Augusto                         |
| Beatriz Junqueira        | Olga                            |
| Karen Coelho             | Ester                           |
| Marcello Gonçalves       | Vaguinho                        |
| Bruna Pietronave         | Valdete                         |
| Luís Salem               | Zé Excelsior                    |
| Rogéria                  | Carmem Rios / Rômulo Rios       |
| Jandir Ferrari           | Ronaldo (pai de Rafa)           |
| Dja Marthins             | Dona Rita                       |
| Mayara Lepre             | Britney                         |
| Ângela Rabelo            | Bertha                          |
| Paloma Riani             | Marina                          |
| Thaís Botelho            | Marizete                        |
| Luciano Vidigal          | Lulu Mauro                      |
| Rhaisa Batista           | Ulla                            |
| Clara Maria              | Louise                          |
| Simone Soares            | Helga                           |
| Dani Gondim              | Tábata                          |
| Úrsula Corona            | Betty                           |
| Edmílson Barros          | Guru de Papua Nova Guiné        |
| Gustavo Ottoni           | Hector                          |
| Wiranu                   | Tainá                           |
| Fabiola da Silva         | Ela mesma                       |
| Joana Limaverde          | Débora                          |
| Thalita Rebouças         | Ela mesma                       |
| William Ferreira         | Sven                            |
| Daniela Dellan           | Débora                          |
| Vinícius Guerra          | Rodrigo                         |
| Guilherme Almeida        | Dani                            |
| Wagner Torres            | Alemão                          |
| Aldino Brito             | Caixote                         |
| Gabriela Martins Rezende | Lia (criança)                   |
| Manuela Carrano          | Tatá (criança)                  |
| Josué Rabello            | Orelha (criança)                |
| Pedro Bial               | Él mismo                        |
| Leoni                    | Él mismo                        |
| Naldo                    | Él mismo                        |
| Detonautas               | Ellos mismos                    |
| Strike                   | Ellos mismos                    |
| NX Zero                  | Ellos mismos                    |
| Champignon               | Él mismo                        |
| Jota Quest               | Ellos mismos                    |

Elenco de Apoio
| Ator             | Personagem        |
| ---------------- | ----------------- |
| Letícia Kerchner | Cláudia (Cacau)   |
| Jessica Lobo     | Fabiana (Fabi)    |
| Bruno Peixoto    | Gustavo (Guga)    |
| Amanda Parisi    | Jennifer (Jê)     |
| Rafael Bulhões   | Leonardo (Leo)    |
| Pablo Siviero    | Anderson (Loiola) |
| Thais Puello     | Michele (Mi)      |
| Wanessa Alves    | Fernanda (Nanda)  |
| Marlon Schuck    | Pedro (Pepê)      |
| Rafael Faioli    | Vitor (Torvi)     |
| Danilo Ferreira  | José (Zé)         |
| Alexsandro Silva | Alex              |

- Datos: Q10323348